# Dance Central 3
Dance Central 3 est un jeu vidéo de danse développé par Harmonix et édité par Microsoft Studios, sorti en 2012 sur Xbox 360.

## Accueil
- Jeuxvideo.com : 17/20[1]